# Adam of Darlington
Adam of Darlington († zwischen 29. April und 17. Dezember 1296 in Siena) war ein schottischer Geistlicher. Er wurde 1296 Bischof von Caithness, starb jedoch, bevor er sein Bistum erreichen konnte.
Adam wurde benannte sich offenbar nach dem nordenglischen Darlington. Er wurde zwischen 1255 und 1271 Präzentor an der Kathedrale von Fortrose, dem Bischofssitz des nordschottischen Bistums Ross. Nach dem Tod von Bischof Robert de Fyvin nach 1292 kam es in Ross zu einer Doppelwahl, in der sowohl Thomas of Dundee wie auch vermutlich der Präzentor Adam zum Bischof gewählt wurden. Beide reisten als Elekt zur Kurie, um ihren Anspruch zu vertreten. Papst Bonifatius VIII. erklärte 1295 Thomas of Dundee zum neuen Bischof von Ross. In Schottland war allerdings auch das Bistum Caithness seit dem Tod von Bischof Alan St Edmund 1291 vakant. Dort war 1294 oder 1295 ein neuer Bischof gewählt worden, von dem nur der Anfangsbuchstabe seines Vornamens, J. gesichert bekannt ist. Vermutlich war dies John, der Archidiakon von Caithness. Da die schottische Kirche direkt der Kurie unterstellt war, musste auch diese Wahl vom Papst bestätigt werden. Bonifatius VIII. lehnte aber im April 1296 die Wahl ab, da sie nicht den kanonischen Regeln entsprochen hätte. Stattdessen ernannte er Adam zum neuen Bischof, der sich offenbar noch an der Kurie aufhielt. Er wurde 29. April 1296 von Kardinal Hugues von Ostia zum Bischof geweiht, starb jedoch auf der Rückreise nach Schottland in der Toskana. Am 17. Dezember 1296 ernannte der Papst mit Andrew of Buchan einen neuen Bischof von Caithness.